# سو وانون
سو وانون (انگلیسی: Su Wanwen؛ زادهٔ ۲ اکتبر ۱۹۸۲) شمشیرباز زن اهل چین بود. وی در بازی‌های المپیک تابستانی ۲۰۰۸ شرکت کرده‌است.